# Augustin Sageret
Augustin Sageret (1763 - 1851) fue un botánico francés, pionero de la hibridación vegetal.

## Biografía
Participa en la fundación de la "Sociedad de Horticultura de París y fue miembro de la Royal Horticultural Society. Lleva a cabo estudios agronómicos en Lorris, donde se instala en 1819. Sus intereses principales fueron el estudio de los híbridos.
En 1826, después de un experimento sobre el crecimiento de los melónes, constata que los híbridos obtenidos son intermedios entre ambos padres: para cada carácter hay un gran parecido con uno u otro padre. Llega a esta conclusión «"de que la semejanza de un híbrido de ambos padres por lo general no en una fusión íntima de los personajes diferentes, sino una distribución igual o desigual de caracteres sin cambios: digo igual o desigual, ya que esta distribución está lejos de ser la misma en todos los individuos híbridos de la misma fuente, y hay entre ellos una gran variabilidad" ».
Fue el primero en utilizar el término de « dominancia » para designar la preponderancia de ciertos caracteres. También fue consciente de la posibilidad de una combinatoria de caracteres : « Puede ser muy admirada la simplicidad de los medios por los que la naturaleza ha dotado de la capacidad de variar infinitamente su producción y evitar la monotonía. Algunos de ellos, la unión y la segregación de caracteres, combinados de diversas formas, puede dar lugar a un número infinito de variedades».

## Algunas publicaciones
Escribió numerosos artículos sobre patatas, en particular en Feuille du Cultivateur y en Annales de l’agriculture française.
- Mémoire sur l’agriculture d’une partie du département du Loiret, et sur quelques tentatives d’amélioration. París : Mme Huzard, 1800, in-8°, 112 pp. ; París, 1809, in-8°, 112 p. ; extraído de Mémoires de la Société d'agriculture du département de la Seine, en 1800, t. XI
- De la culture et des usages de la pomme de terre, 1814, in-4° ; extraído del tomo V de la sección ‘Agriculture’ de Encyclopédie méthodique
- Pomologie physiologique ou Traité du perfectionnement de la fructification, 1830 en línea

## Honores

### Eponimia
- (Rhamnaceae) Sageretia Brongn.[1]
- La abreviatura «Sageret» se emplea para indicar a Augustin Sageret como autoridad en la descripción y clasificación científica de los vegetales.[2]